# Старомарьинское шоссе
Старома́рьинское шоссе — улица в районе Марьина Роща Северо-Восточного административного округа города Москвы. Проходит параллельно Анненской улице от 8-го до 15-го проезда Марьиной Рощи.

## Происхождение названия
Название дано в начале 1922 года по району Марьина Роща, где проходит шоссе, и в связи с прежним названием Старое шоссе, возникшим в 1880-х гг. До 1880-х гг. называлось Марьинское шоссе.

## История
Первоначально Марьинское шоссе начиналось от Бутырской заставы и, проходя с запада от Марьиной рощи, вело в село Марьино. В 1851 году шоссе было перерезано Петербургской железной дорогой, а в 1870 году — Алексеевской соединительной линией. В 1880-х гг. началась застройка Марьиной рощи, в результате которой в село Марьино проложили новую дорогу (ныне Шереметьевская улица). Современная застройка на шоссе появилась в 1960-х гг.

## Транспорт
По шоссе движение общественного транспорта не организовано.

## Галерея
|  |